# Raamstraatkerk
De Raamstraatkerk in de stad Delft, in de Nederlandse provincie Zuid-Holland, heet officieel de HH Franciscus en Clarakerk, maar is ook bekend onder zijn oude naam, de HH Nicolaas en Gezellenkerk. Sinds 2009 is deze kerk een van de vier rooms-katholieke parochiekerken in de stad en maakt deel uit van de Sint Ursulaparochie.

## Geschiedenis
Omstreeks 1880 werd er besloten in Delft een bijkerk te bouwen in het stadsdeel Westerkwartier. De kerk zou een bijkerk worden van de Sint-Jozefkerk (thans Maria van Jessekerk). Architect Jacobus van Gils kreeg de opdracht tot het ontwerpen van een waardig en eenvoudig, solide en praktisch kerkgebouw. Op 6 juni 1910 kreeg de kerk de plechtige wijding door de bisschop van Haarlem. In 1922 werd de nieuwe parochie van de HH. Nicolaas en Gezellen opgericht, genoemd naar de elf franciscaanse van de negentien Martelaren van Gorkum. Van bijkerk werd het nu dus een zelfstandige parochiekerk.

## Franciscanen
Al vroeg is de pastorie bewoond geweest door meer franciscanen dan alleen de parochiepastores. Zij vormen samen de communiteit, waarmee de parochie een nauwe band heeft. Een van de minderbroerders werkt als pastor in de parochiegemeenschap. In het voetspoor van Franciscus en Clara van Assisi laten de franciscaanse broeders zich leiden door het Evangelie van Jezus Christus.

## Kerkgebouw
In 1971 onderging het gebouw een grondige restauratie. Tevens werd van de gelegenheid gebruikgemaakt het interieur aan te passen aan de veranderde opvattingen over liturgie. Het altaar werd geplaatst onder de grote koepel op het liturgisch centrum. Om het liturgisch centrum heen werden een aantal stoelen geplaatst en achter in de kerk handhaafde men de kerkbanken. Koepels, plafonds en muren werden gesausd. Een matglazen scheidingswand maakte de kerk wat kleiner en huiselijker. De verbouwde kerk gaf de mogelijkheid iedereen meer bij de vieringen te betrekken. In 1995-1996 werd de pastorie ingrijpend verbouwd.

## Orgel
Het orgel is in 1909 gebouwd door Michaël Maarschalkerweerd. In de jaren zestig van de twintigste eeuw volgde een restauratie door Jos Vermeulen. De speeltafel werd voorzien van registerwippers. Op het pedaal werd een Bazuin 16' toegevoegd. De Mixtuur van manuaal I werd van een extra koor voorzien. Ten slotte werd de dispositie van manuaal II gewijzigd.

## Kenmerken van de parochie
De Raamstraatkerk heeft een aantal specifieke kenmerken. Deze worden als "Franciscaans" gekenmerkt:
- laagdrempeligheid
- gastvrijheid
- gemeenschapszin
- grote betrokkenheid van de parochianen
- kindvriendelijkheid
- aanbod van bezinning
- meer dan de helft van de parochianen komt van buiten de territoriale grenzen

Op 1 januari 2006 fuseerde het parochiebestuur van de HH. Nicolaas en Gezellenparochie met dat van de nabijgelegen H. Pastoor van Arsparochie uit de stad Delft. Per 1 januari 2007 zijn deze twee parochies gefuseerd tot één parochie. Na een stemming onder de parochianen is voor de nieuwe parochie de naam H.H. Franciscus en Clara gekozen.

Op één maart 2009 fuseerde deze parochie vervolgens met de Sint Adelbertparochie en de Sint Hippolytusparochie. Onder de laatste vielen de Maria van Jessekerk, de Vredeskerk en de OLV Onbevlekt Ontvangen. De nieuwe parochie werd gewijd aan de Heilige Ursula van Keulen, ooit de patroon van de Nieuwe Kerk. De Pastoor van Ars was toen al gesloten en de Raamstraatkerk heette voortaan de Franciscus en Clarakerk.